# Dialectele limbii maghiare
Dialectele limbii maghiare sunt numeroase, dar limba maghiară este totuși unitară, adică înțelegerea mutuală este în general posibilă între vorbitorii dialectelor, chiar și atunci când nu vorbesc limba comună. Aceasta se datorează faptului că aceștia sunt concentrați pe un teritoriu relativ restrâns din bazinul Panonic (circa 300.000 km²). O excepție o constituie dialectele ceangăilor, mai ales o parte din ele, mai arhaice, pe care ceilalți vorbitori de maghiară le înțeleg cu greu.
Dialectele învecinate între ele, care prezintă o serie de trăsături asemănătoare, formează grupuri de dialecte, iar mai multe grupuri de dialecte formează regiuni dialectale. În prezent se consideră în general că sunt zece asemenea regiuni. Acestea nu se pot distinge net prin câte o serie de trăsături specifice. Multe trăsături sunt comune mai multor grupuri de dialecte, mai ales celor învecinate, existând un continuum dialectal. Diferențele dintre regiunile dialectale sunt mai ales fonetice, dar există și diferențe lexicale, mai puțin gramaticale. Între dialectele din Ungaria și cele din afara ei, precum și dintre acestea și limba comună, diferențele sunt mai mari decât cele care disting dialectele din Ungaria între ele și ansamblul lor în raport cu limba comună.
Începând cu a doua jumătate a secolului al XIX-lea, folosirea dialectelor se restrânge în favoarea limbii comune, dar vorbirea oamenilor din provincie, mai ales din mediul rural, mai prezintă trăsături dialectale, mai ales în afara Ungariei și cu deosebire în Moldova.

## Istoricul studierii dialectelor maghiare
Atenția cărturarilor s-a îndreptat asupra dialectelor încă în perioada din istoria limbii maghiare numită a maghiarei moderne. În prima jumătate a secolului al XIX-lea, în cadrul mișcării numită de „înnoire a limbii”, care avea ca scop, printre altele, eliminarea împrumuturilor din limba latină și limba germană, una dintre sursele de cuvinte noi pentru limba literară în curs de normare a fost lexicul dialectelor. Din 1838 datează și primul dicționar dialectal maghiar (Magyar Tájszótár), editat prin grija Academiei Maghiare de Științe.
Prima lucrare științifică de anvergură despre dialectele maghiare, care ia în seamă în mod amănunțit și aspectele diacronice (de istorie a limbii), este cea a lui Antal Horger, A magyar nyelvjárások (Dialectele maghiare), Budapesta, Kókay, 1934.
Lucrarea de referință a dialectologiei maghiare a fost realizată prin integrarea în studiu a principiilor geografiei lingvistice, sub forma atlasului dialectelor maghiare (A magyar nyelvjárások atlasza), redactat de László Deme și Samu Imre, apărut în șase volume între 1968 și 1977. În acesta era totuși deficitar materialul referitor la dialectele din România. Acest neajuns a fost eliminat prin publicarea atlasului dialectelor maghiare din România (A romániai magyar nyelvjárások atlasza), cu materialul cules de László Murádin și redactat de Dezső Juhász, apărut în nouă volume între 1995 și 2004, sub auspiciile Societății Lingvistice Maghiare.

## Regiuni dialectale

### Regiunea Transdanubia occidentală
În Transdanubia occidentală sunt cinci grupuri de dialecte: cel de nord-vest, cel din județul Vas, cel din județul Zala, cel din ținutul Őrség și cel din ținutul Hetés. În sud-vestul regiunii intră și o parte limitrofă din Slovenia, iar în vestul ei – Burgenland, land din Austria în care trăiesc și maghiari.
Caracteristici fonetice:
| Fenomen                                                               | Regiunea Transdanubia occidentală | Maghiara standard | Traducere        |
| --------------------------------------------------------------------- | --------------------------------- | ----------------- | ---------------- |
| uneori [e] în loc de [ε]                                              | în poziție accentuată: lëhet      | lehet             | poate fi         |
| uneori [e] în loc de [ε]                                              | în poziție neaccentuată: embër    | ember             | om               |
| pronunțarea ca diftong ascendent a vocalelor lungi [oː], [øː] și [eː] | szu͜ó                              | szó               | cuvânt           |
| pronunțarea ca diftong ascendent a vocalelor lungi [oː], [øː] și [eː] | lü͜ő                               | lő                | trage (cu pușca) |
| pronunțarea ca diftong ascendent a vocalelor lungi [oː], [øː] și [eː] | ki͜éz                              | kéz               | mână             |
| scurtarea vocalelor [uː], [yː] și [iː]                                | kut                               | kút               | fântână          |
| scurtarea vocalelor [uː], [yː] și [iː]                                | tüz                               | tűz               | foc              |
| scurtarea vocalelor [uː], [yː] și [iː]                                | viz                               | víz               | apă              |
| [ø] în loc de [ε] după o consoană labială                             | föst                              | fest              | vopsește         |
| [ø] în loc de [ε] după o consoană labială                             | bötü                              | betű              | literă           |
| [o] în loc de [ɒ] în silabă de după silabă cu [aː]                    | lábom                             | lábam             | piciorul meu     |
| [l] în loc de [j] transcris ly                                        | folik                             | folyik            | curge            |
| consoană palatalizată în loc de [j] după consoană                     | bornyu                            | borju             | vițel            |
| consoană palatalizată în loc de [j] după consoană                     | kalaptya                          | kalapja           | pălăria sa       |

În domeniul morfologiei se remarcă desinențele de complemente de loc -bu/-bü în loc de -ból/-ből „din”, -ru/-rü în loc de -ról/-ről „de pe” și -tu/-tü în loc de -tól/-től „de la”. Exemple: a házbu jön „vine din casă”, leesett a tetőrü „a căzut de pe acoperiș”, elment az ablaktu „a plecat de la fereastră”. De asemenea, sufixul de infinitiv este aici -nyi în loc de -ni: sietnyi vs. sietni „a se grăbi”.

### Regiunea Transdanubia centrală-Kisalföld
Aici sunt cuprinse grupul de dialecte din jurul lacului Balaton, cel din nordul regiunii de la vest de Dunăre, cel de la Dunărea de nord și cel din ținuturile Csallóköz din Slovacia și Szigetköz. Este o regiune mai apropiată de limba comună decât cea din Transdanubia occidentală.
Caracteristici fonetice:
| Fenomen                                            | Regiunea Transdanubia centrală-Kisalföld | Maghiara standard | Traducere    |
| -------------------------------------------------- | ---------------------------------------- | ----------------- | ------------ |
| uneori [e] în loc de [ε]                           | gyerëk                                   | gyerek            | copil        |
| scurtarea lui [uː], [yː] și [iː]                   | husz                                     | húsz              | douăzeci     |
| scurtarea lui [uː], [yː] și [iː]                   | füz                                      | fűz               | salcie       |
| scurtarea lui [uː], [yː] și [iː]                   | tiz                                      | tíz               | zece         |
| [iː] în loc de [eː]                                | szíp                                     | szép              | frumos       |
| [o] în loc de [ɒ] în silabă de după silabă cu [aː] | lábom                                    | lábam             | piciorul meu |
| [j] în loc de [l] în mare parte a teritoriului     | jány                                     | lány              | fată         |

Și aici sufixul de infinitiv devine -nyi (írnyi vs. írni „a scrie”) și desinențele complementelor de loc îl pierd pe l, vocala lor închizându-se, dar rămânând lungă: a házbú vs. a házból „din casă”, a tetőrű vs. a tetőről „de pe acoperiș”, az annyátú vs. az anyjától „de la mama sa”. Desinența -val/-vel a complementului instrumental și a celui sociativ își pierde și ea l-ul, iar vocala sa se lungește: hajóvā vs. hajóval „cu vaporul”, a tehénnē vs. a tehénnel „cu vaca”.

### Regiunea Transdanubia de sud
De această regiune aparțin două grupuri de dialecte din județul Somogy (de centru și de sud), și două din județul Baranya (de nord și de sud). În ultimul se includ și cele din provincia istorică Slavonia din Croația.
Caracteristici fonetice:
| Fenomen                           | Regiunea Transdanubia de sud | Maghiara standard | Traducere |
| --------------------------------- | ---------------------------- | ----------------- | --------- |
| [ø] în loc de [ɛ] în multe cazuri | kendör                       | kender            | cânepă    |
| [ø] în loc de [ɛ] în multe cazuri | löhet                        | lehet             | poate fi  |
| uneori [e] în loc de [ɛ]          | dëszka                       | deszka            | scândură  |
| [eː] în loc de [iː] accentuat     | késér                        | kísér             | însoțește |
| [l] în loc de [j] transcris ly    | folik                        | folyik            | curge     |
| [l] în loc de [j] transcris ly    | góla                         | gólya             | barză     |

Și aici sufixul de infinitiv este -nyi, dar sunt și alte particularități în morfologia verbului în Baranya și Slavonia:
- Forma de persoana I plural a indicativului prezent, conjugarea definită, este identică cu forma de la conjugarea nedefinită: kinyitunk a kaput vs. kinyitjuk a kaput „deschidem poarta”.
- La persoana a III-a singular indicativ prezent, desinența la conjugarea definită este specifică: láti vs. látja „îl/o/îi/le vede”.
- Sufixul personal posesiv de persoana a III-a plural este de asemenea specific: lovik vs. lovuk „calul lor”, kertyik vs. kertjük „grădina lor”.

### Regiunea Sudul Marii Câmpii
În Sudul Marii Câmpii sunt cuprinse grupul de dialecte din zona orașului Baja, cel din zona orașului Szeged și cel din ținutul Kiskunság. Aparțin tot de această regiune dialectele maghiare din Voivodina (Serbia), din județul Arad și din județul Timiș.
Particularități de pronunțare:
| Fenomen                                       | Regiunea Sudul Marii Câmpii | Maghiara standard | Traducere                            |
| --------------------------------------------- | --------------------------- | ----------------- | ------------------------------------ |
| [ø] în loc de [ɛ] (caracteristică principală) | embör                       | ember             | om                                   |
| [ø] în loc de [ɛ] (caracteristică principală) | mögvötte                    | megvette          | l-a/i-a/le-a cumpărat / a cumpărat-o |
| [ø] în loc de [ɛ] (caracteristică principală) | köröszt                     | kereszt           | cruce                                |
| [ɒː] în loc de [ɒl]                           | āsó                         | alsó              | de jos                               |
| [ɛː] în loc de [ɛl]                           | ēső                         | első              | prim                                 |
| închiderea vocalei [oː]                       | rúzsa                       | rózsa             | trandafir                            |
| închiderea vocalei [øː]                       | lű                          | lő                | trage (cu pușca)                     |

În această regiune cade consoana finală a desinenței -hoz/-hez/-höz „la” și a sufixului -szor/-szer/-ször „de … ori”, iar vocala acestora se lungește: a házhó vs. a házhoz „la casă”, ötsző vs. ötször „de cinci ori”. Ca și în regiunea Transdanubia centrală, desinențele standard -ból/-ből, -ról/-ről, -tól/-től devin -bú/-bű, -rú/-rű, respectiv -tú/-tű.

### Regiunea paloților
Regiunea paloților este situată în nordul Ungariei și în Slovacia de sud. Este cea mai diversă din punct de vedere dialectal, cuprinzând opt grupuri de dialecte: vestic, de nord-vest, din valea râului Ipel’, sudic, din zona orașului Eger, central, estic și din valea râului Hornád.
Caracteristici fonetice:
| Fenomen                                              | Regiunea paloților | Maghiara standard | Traducere                         |
| ---------------------------------------------------- | ------------------ | ----------------- | --------------------------------- |
| [a] (scurt) în loc de [ɒ]                            | ȧlmȧ               | alma              | măr (fructul)                     |
| [ɒː] (lung) în loc de [aː]                           | ȧnyām              | anyám             | mama mea                          |
| păstrarea consoanei [ʎ]                              | [foʎoː]            | folyó [fojoː]     | râu                               |
| păstrarea consoanei [ʎ]                              | [goʎoː]            | golyó [gojoː]     | bilă, glonț                       |
| păstrarea consoanei [ʎ]                              | [ʎuk]              | lyuk [juk]        | gaură                             |
| uneori [e] în loc de [ɛ]                             | gyënge             | gyenge            | slab (fără putere)                |
| [i] în loc de [y]                                    | kilső              | külső             | exterior                          |
| [i] în loc de [y]                                    | pispëk             | püspök            | episcop                           |
| [e] în loc de [ø]                                    | sër                | sör               | bere                              |
| diftongul [oːw] în loc de [ol]                       | vó͜utam             | voltam            | am fost                           |
| diftongul [øːw] în loc de [øː]                       | első͜ü              | első              | prim                              |
| în general, palatalizarea consoanelor înainte de [i] | gyinnye            | dinnye            | pepene                            |
| în general, palatalizarea consoanelor înainte de [i] | szeretyi           | szereti           | îi place/plac, îl/o/îi/le iubește |

Câteva particularități în morfologia substantivului :
- La substantivele care în limba standard prezintă în rădăcină alternanța [ɛ] ~ [eː], în aceste dialecte [ɛ] este constant: tehen ~ tehenek vs. tehén ~ tehenek „vacă ~ vaci”.
- Desinența complementului instrumental-sociativ, -val/-vel, păstrează o formă arhaică, fără asimilarea lui v cu consoana precedentă: szekervel vs. szekérrel „cu căruța”.
- Există desinențe specifice de complemente de loc, folosite numai cu substantive care exprimă familii: Sāndornó / Sāndoréknó vs. Sándoréktól „de la familia lui Sándor”.

Verbele cu rădăcina terminată în t au forma de indicativ trecut mai scurtă decât cea standard: süttem vs. sütöttem „am fript”.
În domeniul sintaxei, în această regiune se observă unele dezacorduri:
- predicatul la singular cu subiect la plural: elmúlt az ünnepek vs. elmúltak az ünnepek „au trecut sărbătorile”;
- adjectiv demonstrativ la singular cu substantiv la plural: el kellene fűrészelni azt a gallyfákat vs. … azokat a gallyfákat „ar trebui tăiate cu ferăstrăul crengile acelea”.

### Regiunea Tisa-Criș
Grupurile de dialecte din regiunea Tisa-Criș sunt cel din județul Hajdú-Bihar, cel din zona centrală a regiunii de la est de Tisa și cel din vestul Țării Călatei (România).
În pronunțare îi sunt caracteristice următoarele diferențe față de limba standard:
| Fenomen                                                                        | Regiunea Tisa-Crișuri | Maghiara standard | Traducere             |
| ------------------------------------------------------------------------------ | --------------------- | ----------------- | --------------------- |
| uneori [e] în loc de [ɛ]                                                       | gyerëk                | gyerek            | copil                 |
| pronunțarea ca diftong descendent a vocalelor [oː], [øː] și [eː]               | hó͜u                   | hó                | zăpadă                |
| pronunțarea ca diftong descendent a vocalelor [oː], [øː] și [eː]               | sző͜üke                | szőke             | blond                 |
| pronunțarea ca diftong descendent a vocalelor [oː], [øː] și [eː]               | ké͜is                  | kés               | cuțit                 |
| [iː] în loc de [eː]                                                            | níz                   | néz               | privește              |
| [iː] în loc de [eː]                                                            | píz                   | pénz              | bani                  |
| [iː] în loc de [eː]                                                            | fílsz                 | félsz             | te temi               |
| lungirea vocalei dinaintea consoanelor [l], [r] și [j] de la sfârșitul silabei | bórnyu                | borjú             | vițel                 |
| lungirea vocalei dinaintea consoanelor [l], [r] și [j] de la sfârșitul silabei | ökőr                  | ökör              | bou                   |
| lungirea vocalelor [u] și [y]                                                  | kútat                 | kutat             | fântână (la acuzativ) |
| lungirea vocalelor [u] și [y]                                                  | fűves                 | füves             | cu iarbă, ierbos      |

În domeniul verbului sunt de remarcat unele particularități:
- La persoana a III-a singular a indicativului prezent se folosește forma cu desinența -n a unor verbe care în standard au desinența zero: megy „merge”, lesz „va fi”, tesz „pune” și vesz „ia” devin mëgyën, lëszën, tëszën, respectiv vëszën.
- La verbele cu rădăcina terminată în v, norma prevede ca acesta să fie prezent la persoana a III-a singular indicativ prezent, dar în aceste dialecte cade: hí vs. hív „cheamă”.
- La indicativ prezent, conjugarea definită, există forme aparte ca tarcsa vs. tartja „îl/o/îi/le ține”, lássa vs. látja „îl/o/îi/le vede”.

### Regiunea de nord-est
Geografic, aceasta este zona cursului superior al Tisei, inclusiv regiunea Transcarpatia din Ucraina, cuprinzând și nord-vestul României, iar grupurile de aici sunt cel al dialectelor din județul Szabolcs-Szatmár-Bereg, cel al dialectelor dintre orașele Muncaci și Hust și cel al dialectelor din zona orașului Ujhorod, împreună cu cele din zona învecinată aparținând Slovaciei.
Caracteristici fonetice:
| Fenomen                                                                             | Regiunea de nord-est | Maghiara standard | Traducere        |
| ----------------------------------------------------------------------------------- | -------------------- | ----------------- | ---------------- |
| realizarea ca diftong descendent a vocalelor [oː], [øː] și [eː]                     | jó͜u                  | jó                | bun              |
| realizarea ca diftong descendent a vocalelor [oː], [øː] și [eː]                     | lő͜ü                  | lő                | trage (cu pușca) |
| realizarea ca diftong descendent a vocalelor [oː], [øː] și [eː]                     | ké͜iz                 | kéz               | mână             |
| realizarea ca diftong ascendent a lui [eː] care în alte dialecte se închide la [iː] | vi͜ér                 | vér               | sânge            |
| scurtarea frecventă a lui [uː], [yː] și [iː]                                        | buza                 | búza              | grâu             |
| scurtarea frecventă a lui [uː], [yː] și [iː]                                        | szür                 | szűr              | strecoară        |
| scurtarea frecventă a lui [uː], [yː] și [iː]                                        | viz                  | víz               | apă              |
| lungirea vocalelor înaintea lui [l], [r] și [j]                                     | kólbász              | kolbász           | cârnat           |
| lungirea vocalelor înaintea lui [l], [r] și [j]                                     | kőrte                | körte             | pară             |
| lungirea vocalelor înaintea lui [l], [r] și [j]                                     | hājlik               | hajlik            | se îndoaie       |

Ca în regiunea Tisa-Crișuri, trăiește și aici forma cu desinență a verbelor megy „merge”, lesz „va fi”, tesz „pune” și vesz „ia”: megyen, leszen, teszen, respectiv veszen.
În unele zone, la imperativ persoana a III-a singular, folosită în adresarea politicoasă, desinența este -ík în loc de -en: ne mennyík el! vs. ne menjen el! „nu plecați!”, vegyík! vs. vegyen! „luați!”
O altă particularitate în această regiune este folosirea cuvântului elfele (în traducere literală „spre altundeva”) pentru exprimarea caracterului durativ al acțiunii: az öregek beszélték ezt elfele „bătrânii spuneau asta”.

### Regiunea Câmpia Transilvaniei
Fac parte din această regiune grupurile de dialecte din centrul Câmpiei Transilvaniei, din valea Arieșului, din valea Mureșului și din valea Târnavei.
Caracteristici fonetice:
| Fenomen                                                    | Regiunea Câmpia Transilvaniei  | Maghiara standard | Traducere |
| ---------------------------------------------------------- | ------------------------------ | ----------------- | --------- |
| scurtarea frecventă a vocalelor lungi                      | házbol                         | házból            | din casă  |
| scurtarea frecventă a vocalelor lungi                      | kesztyü                        | kesztyű           | mănușă    |
| deschiderea lui [o] la [ɒ]                                 | în poziție accentuată: bagár   | bogár             | gândac    |
| deschiderea lui [o] la [ɒ]                                 | în poziție neaccentuată: malam | malom             | moară     |
| [ε] în loc de [ø] neaccentuat în insule dialectale arhaice | ördeg                          | ördög             | drac      |
| realizarea ca [β] a lui /v/ inițial                        | [βoːt]                         | volt              | a fost    |
| [t͡ʃ] în loc de [c] în insule arhaice                       | kucsa                          | kutya             | câine     |
| [d͡ʒ] în loc de [ɟ] în insule arhaice                       | dzserek                        | gyerek            | copil     |

Și aici, ca în regiunea paloților, există desinențe de complemente de loc pentru substantivele ce exprimă familii: Sándorni vs. Sándorékhoz „la/către familia lui Sándor”, Sándornott vs. Sándoréknál „la familia lui Sándor”, Sándornól vs. Sándoréktól „de la familia lui Sándor”. De asemenea, ca în regiunea Tisa-Crișuri, și aici există forma cu desinență a verbelor megy „merge”, lesz „va fi”, tesz „pune” și vesz „ia”: megyen, leszen, teszen, respectiv veszen.

### Regiunea secuiască
Această regiune cuprinde geografic, în principal județele Mureș, Harghita și Covasna, cu cinci grupuri de dialecte: cel din zona Odorheiului Secuiesc, cel din zona Trei-Scaune, cel din zona Ciuc, cel din zona Gurghiului și cel din Scaunul Mureșului.
Particularitățile de pronunțare din regiunea secuiască față de fonetismul standard se regăsesc în diferite alte regiuni dialectale. Vocala [e] scurtă se găsește și aici, ca în mai multe alte regiuni, la fel ca și lungirea vocalelor înaintea lui [l], [r] și [j]. Pronunțarea [ø] în loc de [ɛ] din zona Odorheiului Secuiesc este asemănătoare cu cea din județul Baranya (Transdanubia de sud). Dialectele secuiești de vest sunt înrudite cu cele din Câmpia Transilvaniei, de exemplu prin tratarea asemănătoare a vocalei [o] (înlocuită cu [ɒ]). În dialectele secuiești de est se diftonghează ascendent [oː], [øː] și [eː], ca în dialectele transdanubiene occidentale. Drept caracteristici fonetice proprii dialectelor secuiești sunt de amintit:
| Fenomen                    | Regiunea secuiască | Maghiara standard | Traducere |
| -------------------------- | ------------------ | ----------------- | --------- |
| uneori [o] în loc de [ɒ]   | hovas              | havas             | înzăpezit |
| deschiderea lui [ɛ] la [æ] | ästä               | este              | seară     |

Unele trăsături morfologice ale dialectelor secuiești sunt și ele comune cu alte dialecte, de exemplu folosirea formei scurte a indicativului trecut al verbelor cu rădăcina terminată în t (süttem vs. sütöttem „am fript”), desinențele de complemente de loc pentru substantivele exprimând familii sau lipsa alternanței [ɛ] ~ [eː]. Alte fenomene sunt însă specifice dialectelor secuiești:
- Se păstrează la indicativ timpurile trecute cu valoarea perfectului simplu (mene „merse”, kére „ceru”) și a mai mult ca perfectului din limba română (ment vala „mersese”, kért vala „ceruse”), pe când în maghiara standard nu mai este decât o singură formă de indicativ trecut. Mai este și o formă de trecut ce exprimă durata lungă a acțiunii: az imént jár vala nálunk „mai înainte venea (pe) la noi (și stătea mai mult timp)”.
- La condițional prezent persoana I plural se folosesc alte terminații decât cele standard: tudnók vs. tudnánk „am ști”, kérnők vs. kérnénk „am cere”.
- Este bogat sistemul sufixelor care exprimă acțiuni făcute din când în când și/sau în mod superficial, ori repetate la intervale scurte: pipákol vs. pipázgat „fumează din pipă”, nyiszitel vs. nyiszál „taie”, ugráncsol vs. ugrándozik „face sărituri”.
- Sufixul reflexiv -ódik/-ődik are deseori sens pasiv: elhozódott a fa (literal „s-a adus lemnul”) vs. elhozták a fát (literal „au adus lemnul”) – traducerea corectă în română „a fost adus lemnul” (de exemplu de construcție) sau „au fost aduse lemnele” (de exemplu de foc).

Specificul cel mai pregnant al dialectelor secuiești constă în lexic, precum și în expresiile figurate, în vorbirea foarte expresivă în general, bine ilustrată de folclor (poezie populară, în special balade, cântece populare, basme) și de scriitorii care s-au inspirat din acesta.
Exemple de cuvinte și expresii secuiești:
| Dialectele secuiești        | Traducere literală | Maghiara standard                | Traducere                              |
| --------------------------- | ------------------ | -------------------------------- | -------------------------------------- |
| ádámbűz                     | putoare de Adam    | a házhoz nem tartozó ember szaga | mirosul unui om care nu aparține casei |
| ahajt                       |                    | ott                              | acolo                                  |
| gürüzdölés / görözdölés     |                    | köszörülés                       | ascuțire (pe tocilă)                   |
| kacsiba / kacsuba / kacsuka |                    | csámpás                          | scălâmb                                |
| lacsik a kutya              |                    | iszik a kutya                    | câinele lăpăie                         |
| odaül valahol               | se așază undeva    | sokáig tartózkodik valahol       | a sta mult undeva                      |
| olló                        |                    | gida                             | ied                                    |
| ollózik                     |                    | ellik (kecske)                   | a făta (pentru capre)                  |
| összebüszüdik               |                    | megromlik, megbüdösödik          | a se altera, a se împuți               |

Precum dialectele maghiare din România în general, și cele secuiești au împrumutat multe cuvinte românești, unele demult, de exemplu din domeniul creșterii animalelor. Exemple: berbécs „berbec”, esztena „stână”, cáp „țap”, mióra „mioară”.

### Regiunea Moldova
În Moldova, în județele Bacău, Neamț, Iași și Vrancea, sunt trei grupuri de dialecte maghiare: ceangăiesc de nord, ceangăiesc de sud și secuiesc moldovean. Dialectele de nord sunt mai arhaice, păstrând elemente de limbă din Evul Mediu. Dialectele din sud și cele secuiești moldovene sunt înrudite îndeaproape cu cele secuiești din Trei-Scaune și Ciuc.
Fonetismul din Moldova prezintă asemănări cu cel din alte regiuni, de exemplu existența lui [e] închis scurt ca în mai multe alte regiuni, sau trecerea de la [o] la [ɒ], ca în Câmpia Transilvaniei. Se găsește și aici realizarea lui /v/ ca [β], dar și în poziție intervocalică: nem βot vs. nem volt „n-a fost”, kicsi βultál vs. kicsi voltál „erai mic(ă)”. În grupul nordic, [t͡ʃ] înlocuiește pe [c], [d͡ʒ] pe [ɟ] și [ε] pe [ø] neaccentuat, ca în insulele dialectale arhaice din Câmpia Transilvaniei. Apare și trecerea de la [ɒ] la [o], ca în dialectele secuiești. Sunt însă și trăsături fonetice specifice dialectelor din Moldova:
| Fenomen                                                               | Regiunea Moldova | Maghiara standard | Traducere                  |
| --------------------------------------------------------------------- | ---------------- | ----------------- | -------------------------- |
| consoană apropiată de [s] în loc de [ʃ] în nord                       | lásszuk          | lássuk            | să-l/s-o/să-i/să le vedem” |
| dublarea consoanelor finale                                           | rákk             | rák               | rac                        |
| metateza                                                              | feteke           | fekete            | negru                      |
| hiat în loc de [v]                                                    | hüessz           | hűvös             | răcoros                    |
| alipirea articolului hotărât az de cuvântul următor, cu căderea lui a | zember           | az ember          | omul                       |

În domeniul morfologiei se remarcă o serie de arhaisme, mai ales la verb:
- u final de rădăcină în loc de v la unele verbe: hiu vs. hív „cheamă”;
- lipsa alternanței rădăcină completă ~ incompletă la unele verbe: aluszik, alugyam vs. alszik ~ aludjam „doarme, să dorm”;
- lipsa desinenței -ik de persoana a III-a singular a indicativului prezent la verbe care o au în standard: es vs. esik „cade”, foly vs. folyik „curge”, mász vs. mászik „se târăște”;
- lipsa lui j la indicativ prezent persoana I plural, conjugarea definită: váruk vs. várjuk „îl/o/îi/le așteptăm”;
- diferență de desinență la condițional prezent persoana I plural: várnuk vs. várnánk „am aștepta”, őrölnük vs. őrölnénk „am măcina”;
- mai multe forme de trecut la indicativ, ca în dialectele secuiești, față de una singură în standard: láta „văzu” (valoarea perfectului simplu), ettem vala „am mâncat” (valoarea perfectului compus), ettem vót „mâncasem” (valoarea mai mult ca perfectului) vs. láttam, ettem;
- o formă specifică de trecut la indicativ, persoana a III-a singular, conjugarea definită: ittand vs. itta „îl/o/îi/le bea” ettend vs. ette „îl/o/îi/le mânca”.

Câteva particularități sintactice:
| Fenomen                                      | Dialectele ceangăiești din nord | Maghiara standard           | Traducere                  |
| -------------------------------------------- | ------------------------------- | --------------------------- | -------------------------- |
| omiterea predicatului (verbul „a fi”)        | Arra a kecke a heden.           | Arra van a kecske a hegyen. | Capra e pe-acolo, pe deal. |
| omiterea articolului hotărât în unele cazuri | Feredik a búza napba.           | Fürdik a búza a napban.     | Se scaldă grâul în soare.  |
| indicativul în locul condiționalului         | Mintha úszik búzába.            | Mintha úszna a búzában.     | Parcă ar înota în grâu.    |

Lexicul din Moldova se caracterizează prin lipsa cuvintelor intrate în limba maghiară în perioada „înnoirii limbii” (secolul al XIX-lea), prin prezența multor cuvinte formate pe teren propriu și prin numeroase împrumuturi din limba română. Lexicul ceangăiesc este greu de înțeles de către ceilalți vorbitori de maghiară, chiar și de către cei care cunosc limba română, deoarece conține multe arhaisme ale limbii maghiare în general, dar și cuvinte dialectale specifice:
| Dialectele ceangăiești | Maghiara standard | Traducere |
| ---------------------- | ----------------- | --------- |
| cenk                   | kutyakölyök       | cățel     |
| csán                   | csinál            | face      |
| csukmony               | tojás             | ou        |
| filyesz                | nyúl              | iepure    |
| hi͜év                   | forró             | fierbinte |
| szi͜érik                | fáj               | doare     |
| szebessz               | savanyú           | acru      |
| szültü                 | furulya           | fluier    |

Lexicul din Moldova, mai ales cel ceangăiesc de nord, este cel mai puternic influențat de limba română, prin termeni din cele mai diverse domenii. Exemple: sztomák vs. gyomor, frikosz vs. félős, kozsok vs. bunda, kozonák vs. kalács, kumnáta vs. sógornő, odáje vs. szoba, bosztán vs. tök, kurka vs. pulyka, dálta vs. véső, kálendár vs. naptár.
Este specifică folosirea foarte frecventă a sufixelor diminutive, unele specifice dialectelor, aplicate nu numai substantivelor (nume de persoane, dar și de animale și de obiecte), ci și adjectivelor și adverbelor. Exemple: lányikó vs. lányka „fetiță”, botóka vs. botocska „bețișor”, hosszukó (fără echivalent standard) „lunguț”, könnyüd (fără echivalent standard) „ușurel”. Sufixul diminutiv -ka/-ke chiar a devenit marca femininului la etnonime, pe când în maghiara standard acesta se marchează cu corespondentul lui „femeie” sau „fată”: magyarka vs. magyar nő „unguroaică”.